# Couto (Arcos de Valdevez)
Couto es una freguesia portuguesa del concelho de Arcos de Valdevez, con 6,20 km² de superficie y 641 habitantes (2001). Su densidad de población es de 103,4 hab/km².